# 张母桥镇
张母桥镇，是中华人民共和国安徽省六安市舒城县下辖的一个乡镇级行政单位。

## 行政区划
张母桥镇下辖以下地区：
街道社区、庙冲村、冒峰村、陡河村、长堰村、李堰村、张母桥村、东岗村、林业村、砂院村、农林村、长冲村、白果村和合心村。